# DFB-Hallen-Masters 1992
Das DFB-Hallen-Masters 1992 war die fünfte offizielle Austragung dieses Wettbewerbes, der vom DFB durchgeführt wurde. Das Endrundenturnier fand vom 25. bis 26. Januar in der Münchener Olympiahalle statt und endete mit dem Titel-Hattrick von Borussia Dortmund nach einem 2:1-Finalsieg über den VfL Bochum.

## Teilnehmer
An der Endrunde nahmen folgende acht Mannschaften teil:
| Gesetzte Teams - Titelverteidiger Borussia Dortmund - Deutscher Meister 1. FC Kaiserslautern - DFB-Pokalsieger Werder Bremen - Gastgeber FC Bayern München | Qualifizierte Teams - Platz 1 (121 Punkte) VfL Bochum - Platz 2 (105 Punkte) SG Wattenscheid 09 - Platz 3 (104 Punkte) FC Schalke 04 - Platz 4 (101 Punkte) 1. FC Köln |

## Modus
In der Vorrunde wurde in zwei Gruppen mit jeweils vier Teams gespielt, die nach dem Modus „Jeder gegen Jeden“ die Teilnehmer für das Halbfinale ausspielten. Ab dem Halbfinale ging es im K.-o.-System weiter und sollte ein Spiel Remis enden, wurde der Sieger in einem Achtmeterschießen ermittelt. Die Spielzeit betrug bei allen Partien zweimal 12 Minuten.
Gespielt wurde mit einem Torwart und vier Feldspieler auf einen 48 mal 25 Meter großen Kunstrasen, der von einer Bande umgeben war.

## Vorrunde

### Gruppe A
Spiele
| Samstag, 25. Januar 1992 ab 13.00 Uhr |     |                      | |
| 1. FC Kaiserslautern                  | 2:4 | Borussia Dortmund    | 0:1 Rummenigge, 0:2 Breitzke, 0:3 Kutowski, 1:3 Haber, 2:3 Kadlec, 2:4 Helmer                                                   |
| VfL Bochum                            | 4:1 | SG Wattenscheid 09   | 0:1 Unglaube, 1:1 Türr, 2:1 Herrmann, 3:1 Bonan, 4:1 Milde                                                                      |
| Borussia Dortmund                     | 3:2 | VfL Bochum           | 1:0 Kutowski, 2:0 Rummenigge, 2:1 Dressel, 3:1 Karl, 3:2 Türr                                                                   |
| SG Wattenscheid 09                    | 3:3 | 1. FC Kaiserslautern | 0:1 Witeczek, 0:2 Kranz, 1:2 Tschiskale, 2:2 Buckmaier, 3:2 Fink, 3:3 Goldbæk                                                   |
| Sonntag, 26. Januar 1992 ab 12.45 Uhr |     |                      | |
| 1. FC Kaiserslautern                  | 1:4 | VfL Bochum           | 0:1 Milde, 0:2 Eitzert, 0:3 Eitzert, 1:3 Degen, 1:4 Hartwig                                                                     |
| SG Wattenscheid 09                    | 3:7 | Borussia Dortmund    | 1:0 Wolters, 1:1 Homberg, 1:2 Plechaty, 1:3 Karl, 1:4 Gorlukowitsch, 1:5 Fink (ET), 2:5 Wolters, 2:6 Mill, 3:6 Schupp, 3:7 Mill |

Abschlusstabelle
| Pl. | Mannschaft           | Sp. | S | U | N | Tore    | Diff. | Punkte |
| --- | -------------------- | --- | - | - | - | ------- | ----- | ------ |
| 1.  | Borussia Dortmund    | 3   | 3 | 0 | 0 | 014:700 | +7    | 06:0   |
| 2.  | VfL Bochum           | 3   | 2 | 0 | 1 | 010:500 | +5    | 04:20  |
| 3.  | 1. FC Kaiserslautern | 3   | 0 | 1 | 2 | 006:110 | −5    | 01:50  |
| 4.  | SG Wattenscheid 09   | 3   | 0 | 1 | 2 | 007:140 | −7    | 01:50  |

### Gruppe B
Spiele
| Samstag, 25. Januar 1992 ab 13.00 Uhr |     |                   | |
| FC Bayern München                     | 7:5 | 1. FC Köln        | 0:1 Andersen, 0:2 Trulsen, 1:2 Effenberg, 2:2 Ziege, 3:2 Schwabl, 3:3 Littbarski, 3:4 Ordenewitz, 4:4 Wouters, 5:4 Sternkopf, 5:5 Ordenewitz, 6:5 Sternkopf, 7:5 Kreuzer |
| FC Schalke 04                         | 1:3 | Werder Bremen     | 0:1 Kohn, 0:2 Hermann, 0:3 Kohn, 1:3 Sendscheid |
| 1. FC Köln                            | 2:1 | FC Schalke 04     | 1:0 Steinmann, 1:1 Schlipper, 2:1 Andersen |
| Werder Bremen                         | 3:2 | FC Bayern München | 0:1 Sternkopf, 1:1 Bockenfeld, 1:2 Effenberg, 2:2 Votava, 3:2 Eilts |
| Sonntag, 26. Januar 1992 ab 12.45 Uhr |     |                   | |
| FC Bayern München                     | 4:0 | FC Schalke 04     | 1:0 Schwabl, 2:0 Thon, 3:0 Sternkopf, 4:0 Mazinho |
| Werder Bremen                         | 1:1 | 1. FC Köln        | 0:1 Ordenewitz, 1:1 Wolter |

Abschlusstabelle
| Pl. | Mannschaft        | Sp. | S | U | N | Tore    | Diff. | Punkte |
| --- | ----------------- | --- | - | - | - | ------- | ----- | ------ |
| 1.  | Werder Bremen     | 3   | 2 | 1 | 0 | 007:400 | +3    | 05:10  |
| 2.  | FC Bayern München | 3   | 2 | 0 | 1 | 013:800 | +5    | 04:20  |
| 3.  | 1. FC Köln        | 3   | 1 | 1 | 1 | 008:900 | −1    | 03:30  |
| 4.  | FC Schalke 04     | 3   | 0 | 0 | 3 | 002:900 | −7    | 0:60   |

## Finalrunde

### Halbfinale
|                   | Ergebnis |                   | Torfolge |
| ----------------- | -------- | ----------------- | --- |
| Borussia Dortmund | 8:2      | FC Bayern München | 1:0 Povlsen, 2:0 Povlsen, 3:0 Mill, 4:0 Mill, 5:0 Helmer, 5:1 Ziege, 6:1 Helmer, 7:1 Rummenigge, 7:2 Schwabl, 8:2 Mill |
| VfL Bochum        | 7:1      | Werder Bremen     | 1:0 Wosz, 2:0 Bonan, 3:0 Eitzert, 4:0 Wosz, 5:0 Türr, 6:0 Herrmann, 7:0 Eitzert, 7:1 Kohn                              |

### Finale
|                                             | Ergebnis |            |
| ------------------------------------------- | -------- | ---------- |
| Borussia Dortmund                           | 2:1      | VfL Bochum |
| 0:1 Rummenigge (ET), 1:1 Mill, 2:1 Breitzke |          |            |

## Statistisches
- 88 Tore ({\displaystyle \varnothing } 5,87 pro Spiel) wurden erzielt, wobei sich 51 Spieler als Torschützen auszeichnen konnten.
- Zwei Eigentore gingen auf das Konto von Thorsten Fink (SG Wattenscheid 09) und Michael Rummenigge (Borussia Dortmund).
- Drei Tore (kein Hattrick) in einem Spiel erzielte Frank Mill (Borussia Dortmund) gegen den FC Bayern München.
- An beiden Tagen kamen 18.600 Zuschauer in die Olympiahalle, die sich auf Samstag (8.600) und Sonntag (10.000) verteilten.
- Jede Mannschaft erhielt 50.000 DM Startgeld. Preisgelder gab es für Platz 1 (75.000 DM), Platz 2 (50.000 DM) und für die Halbfinal-Verlierer jeweils (15.000 DM).

### Torschützenliste
|    | Spieler            | Mannschaft        | Tore |
| -- | ------------------ | ----------------- | ---- |
| 1. | Frank Mill         | Borussia Dortmund | 6    |
| 2. | Michael Sternkopf  | FC Bayern München | 4    |
| 2. | Dirk Eitzert       | VfL Bochum        | 4    |
| 4. | Frank Ordenewitz   | 1. FC Köln        | 3    |
| 4. | Thomas Helmer      | Borussia Dortmund | 3    |
| 4. | Michael Rummenigge | Borussia Dortmund | 3    |
| 4. | Manfred Schwabl    | FC Bayern München | 3    |
| 4. | Frank Türr         | VfL Bochum        | 3    |
| 4. | Stefan Kohn        | Werder Bremen     | 3    |

### Bester Spieler
- Frank Mill (Borussia Dortmund)

### Schiedsrichter
- Hans-Jürgen Weber, Wolf-Günter Wiesel und Hans Scheuerer

## Siegermannschaft
| 1.                         | Borussia Dortmund |
| Logo von Borussia Dortmund | - Tor: Stefan Klos, Wolfgang de Beer - Feldspieler: Günter Breitzke, Sergei Gorlukowitsch, Thomas Helmer , Wolfgang Homberg, Steffen Karl, Günter Kutowski, Frank Mill, Mario Plechaty, Flemming Povlsen, Michael Rummenigge - Trainer: Ottmar Hitzfeld |